# Federigo Bobini

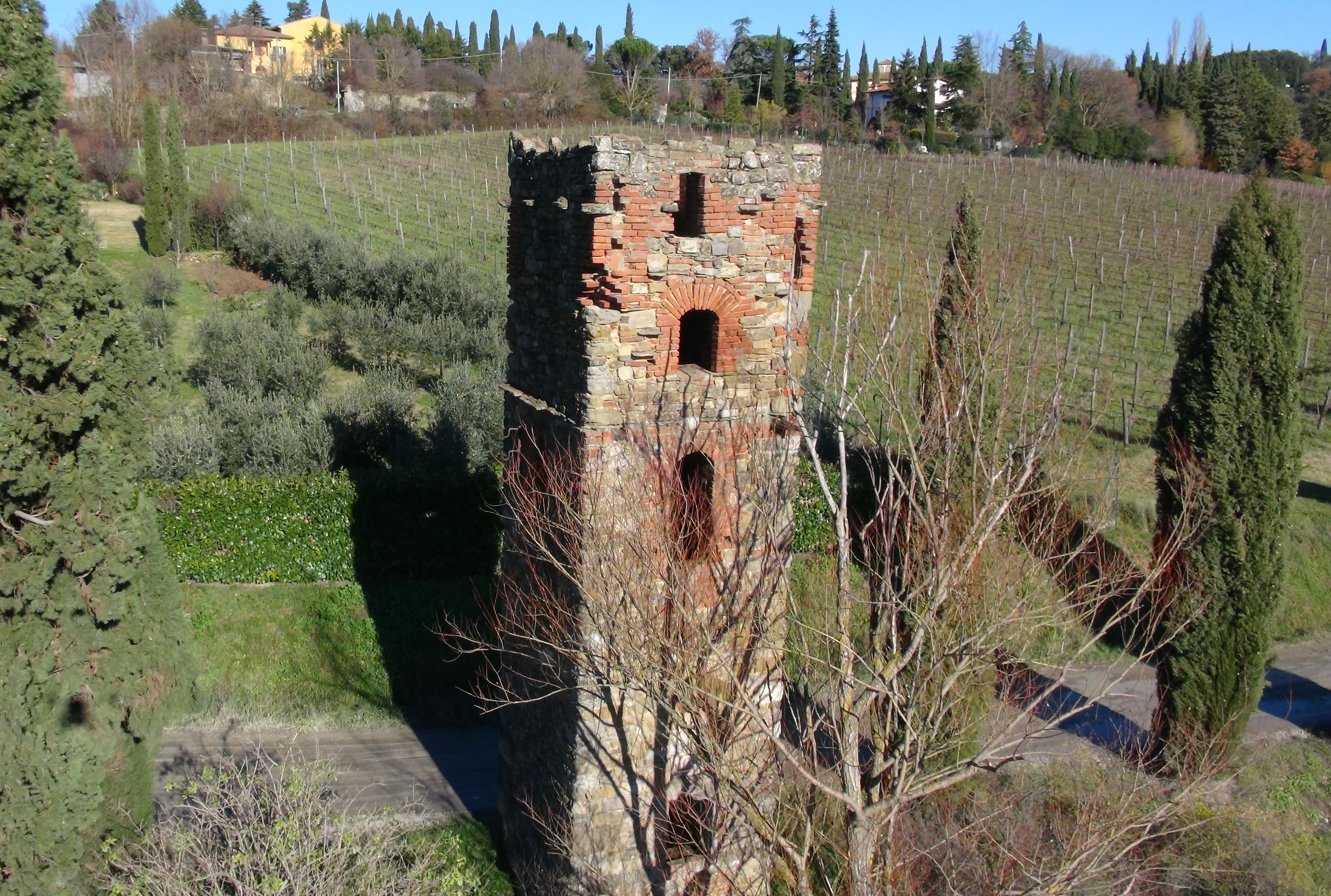
Torre di Gnicche ad Arezzo

Federigo Bobini detto Gnicche (Arezzo, 13 giugno 1845 – Civitella in Val di Chiana, 14 marzo 1871) è stato un brigante e assassino italiano.

## Vita
Nato da una famiglia umile ma onesta, il padre Sebastiano era bracciante, la madre Maria Domenica Paggini, lavandaia. Federigo Bobini ebbe fin dall'adolescenza un carattere assai difficile. Ciò fu del resto caratteristica anche dei fratelli, in particolare Giovanni, condannato a 8 anni di carcere per omicidio, e Donato, che lavorava come "protettore" in un bordello di Arezzo. Federigo lavorava saltuariamente come imbianchino e muratore, ma era assai più propenso ai soldi facili e alla violenza.
Gnicche (nomignolo attribuitogli dagli abitanti di Santa Croce, la zona di Arezzo in cui risiedeva) era noto ai carabinieri quando aveva solo 19 anni: a quell'età il futuro bandito aveva già organizzato una piccola banda di balordi suoi coetanei.
Il primo evento degno di nota di Gnicche fu un furto di denaro commesso nel 1864 ai danni del padre Sebastiano. Costui lo denunciò ai carabinieri e Gnicche si allontanò da casa per diversi giorni. Tornato nella dimora aretina diede vita ad una furibonda lite familiare col padre. Arrestato dalle forze dell'ordine, ricevette una breve condanna per furto.
Nonostante ciò Gnicche non abbandonò il crimine. Rapinate diverse abitazioni delle campagne aretine, Gnicche venne nuovamente arrestato e processato per direttissima nel marzo 1865: ancora condanna per furto, ma maggiorata per l'aggravante della recidiva. Uscito di prigione, abbandonò definitivamente il lavoro e si dedicò completamente al furto e alla rapina. Amante delle osterie e delle bettole e col vizio del gioco, si recava sovente a casa di nobili da "spennare" a carte. Con sé aveva sempre il suo fidato coltello, tutt'oggi conservato in una ricca villa cortonese, dove una notte Gnicche si era recato per giocare col proprietario: si narra che quest'ultimo lo accusò di barare e il brigante, estratto il coltello, glielo porse dicendo di essere un gentiluomo e un uomo d'onore e di non aver paura di lui.
Per la verità la fama di gentiluomo lo accompagnò prima e dopo la morte. Si dice che fosse assai galante con le donne e che molte fossero le sue amanti. La leggenda vuole che fosse anche una sorta di difensore dei poveri, ai quali donava parte dei proventi delle rapine commesse ai danni dei benestanti. Non è chiaro se ciò corrisponda a verità o se fu un pretesto dello stesso Gnicche allo scopo di giustificare le sue efferatezze. Quel che è certo è che si trattava di un bandito assai pericoloso, che spesso non risparmiava neppure i poveri contadini che incrociavano la sua strada.
Un'altra sua passione era il ballo e, in proposito, si racconta un curioso aneddoto. Una volta era stata allestita una balera nei giardini del Prato ad Arezzo e Gnicche non si lasciò scappare l'occasione di ballare. Essendo però ricercato dai carabinieri, decise di camuffarsi: incrociata una donna in un vicolo nelle vicinanze, le si presentò, ordinandole di consegnargli i vestiti. La signora, terrorizzata, si spogliò, porse gli abiti al bandito e si diede alla fuga con indosso la sola biancheria. Gnicche, dal canto suo, poté recarsi alla balera e danzare per l'intera serata vestito da donna.
Ricercato, Gnicche girovagava di giorno per le campagne aretine, spesso tornando di notte a dormire nella sua casa di Arezzo. Fu a causa di questa sua abitudine che nel 1868 fu catturato e condannato per furto e violenza pubblica continuata: dopo appena sei mesi, il 10 marzo 1869, uscì, ma poco dopo venne nuovamente condannato in contumacia a otto anni di carcere. Raggiunto dalla notizia, Gnicche si diede definitivamente alla macchia.
Nella notte del 6 novembre 1869 commise il primo omicidio. Gnicche si era recato dalla fidanzata Francesca Borghesi, in località Santa Firmina (a pochi chilometri da Arezzo), quando i carabinieri, che lo avevano intercettato e seguito, circondarono la casa. Alla vista delle forze dell'ordine, Gnicche salì sul tetto e, imbracciata la doppietta (che portava sempre con sé, unitamente a una rivoltella), sparò contro di essi, colpendo mortalmente il carabiniere Luigi Gnudi, di appena 24 anni. Quindi sparì nella notte, ma di lui si sentì tristemente parlare pochi giorni dopo. Il 20 novembre, infatti, assalì a scopo di rapina (insieme ad un altro brigante della zona, Claudio Nozzi detto "Baffino") un umile bracciante di nome Federigo Bonini presso il "Ponte del Barcone",  nelle campagne tra Cortona e Bettolle (SI). Resosi conto che la vittima non aveva niente in tasca, la costrinse a restare con lui sotto il ponte in attesa di un altro malcapitato. La nuova vittima, Domenico Zolfanelli, venne aggredita con inaudita violenza, colpita duramente al volto e derubata di 70 lire e di un fucile.

Ormai il bandito si era fatto prendere la mano, divenendo estremamente violento e prepotente. Il 17 agosto 1870 per un banale diverbio con un passante in località Ponte alla Chiassa, Gnicche sparò al malcapitato, che rimase gravemente ferito al volto e alla schiena.
I carabinieri continuarono nelle loro ricerche, finché la notte del 3 ottobre 1870 lo scovarono mentre dormiva in una capanna nelle campagne presso Arezzo. Arrestato e processato, annunciò nella prima udienza di esser pronto a collaborare con la giustizia, rivelando i nomi dei complici. Ma era tutta una messinscena per prendersi gioco dei giudici: la notte del 17 dicembre, infatti, evase dal carcere di Arezzo (che all'epoca era ospitato dal Palazzo Pretorio, attuale sede della biblioteca comunale) con cinque ergastolani, grazie all'aiuto di un secondino, che poi si diede alla macchia con i balordi.
Fu da questo momento, l'ultimo della sua breve vita, che Gnicche si aggirò come un cane rabbioso. Per quanto fosse rischioso dopo l'evasione, decise di non lasciare l'Aretino, sembra per vendicarsi di chi lo aveva tradito e fatto arrestare. Le sue malefatte furono assai cruente, con altri due morti: un uomo a Sargiano (località prossima ad Arezzo) e una donna a Creti (nel comune di Cortona). Ma era anch'egli giunto alla fine: la sera del 14 marzo 1871 fu scoperto dai carabinieri in un casolare a Tegoleto (nel comune di Civitella in Val di Chiana). Dopo una furiosa colluttazione, i carabinieri riuscirono ad ammanettarlo, avviandosi verso la caserma del vicino centro di Badia al Pino. Durante il tragitto tuttavia Gnicche riuscì a divincolarsi, tentando una disperata fuga: fu allora che uno dei carabinieri imbracciò la carabina, fece fuoco e colpì all'altezza dei reni il brigante. La ferita fu letale e Gnicche, venticinquenne, trasportato alla caserma dei carabinieri, vi giunse già morto.

## Folklore
Dopo la morte, la leggenda di Gnicche iniziò ad aleggiare per tutta la Valdichiana e l'Aretino. Numerosi poeti e cantori locali ne hanno narrato le gesta, spesso adattandole a quella voce che lo voleva quale un eroe difensore dei deboli, che, un po' come Robin Hood, "rubava ai ricchi per dare ai poveri".

Di certo il suo carattere prepotente e ribelle ha coniato alcune espressioni tutt'oggi comuni nella parlata chianina: «Sei peggio de Gnicche» o «Sei uno Gnicche» sono frasi riferite a persone (spesso bambini) un po' troppo vivaci e chiassose.